# Tony Bratley
Charles Tony Bratley (sinh ngày 30 tháng 4 năm 1939) là một cầu thủ bóng đá người Anh đã giải nghệ thi đấu ở vị trí hậu vệ.